# Gare de Notre-Dame-de-Briançon
La gare de Notre-Dame-de-Briançon est une gare ferroviaire française de la ligne de Saint-Pierre-d'Albigny à Bourg-Saint-Maurice (dite aussi ligne de la Tarentaise), située sur le territoire de la commune de La Léchère, quartier de Notre-Dame-de-Briançon, dans le département de la Savoie, en région Auvergne-Rhône-Alpes.
Elle est mise en service en 1893 par la Compagnie des chemins de fer de Paris à Lyon et à la Méditerranée (PLM).
C'est une halte voyageurs de la Société nationale des chemins de fer français (SNCF), desservie par des trains express régionaux TER Auvergne-Rhône-Alpes.

## Situation ferroviaire
Établie à 425 mètres d'altitude, la gare de Notre-Dame-de-Briançon est située au point kilométrique (PK) 43,604 de la ligne de Saint-Pierre-d'Albigny à Bourg-Saint-Maurice, entre les gares ouvertes d'Albertville et Moûtiers - Salins - Brides-les-Bains. En direction d'Albertville, s'intercalent les gares fermées de Cevins, La Bâthie et Tours-en-Savoie, et en direction de Moûtiers, les gares de Petit-Cœur-La Léchère-les-Bains et Aigueblanche.

## Histoire
La gare est mise en service le 1er juin 1893 par la Compagnie des chemins de fer de Paris à Lyon et à la Méditerranée (PLM). Elle appartient désormais à la Société nationale des chemins de fer français (SNCF) depuis la nationalisation de 1938.

## Service des voyageurs

### Accueil

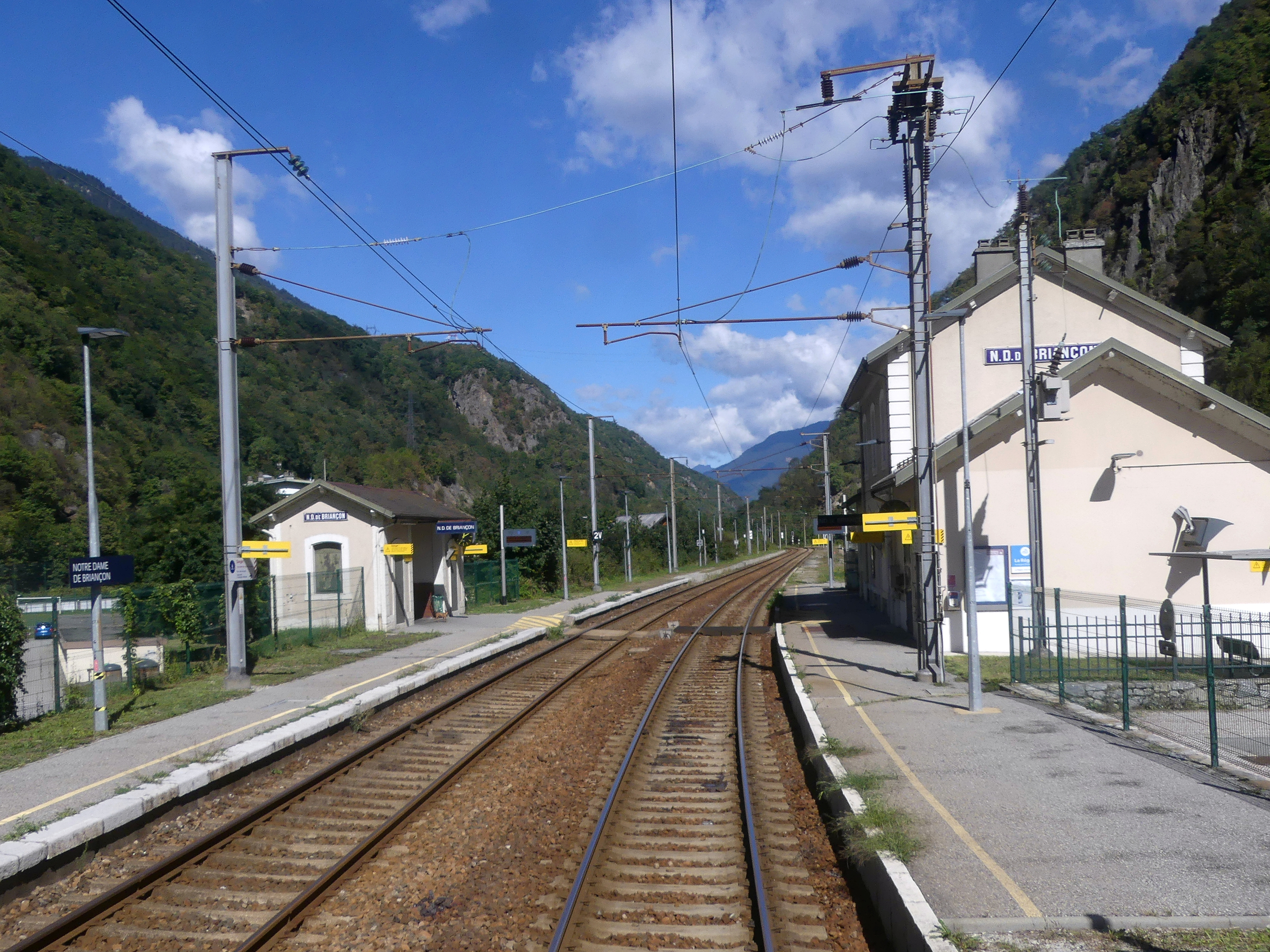
Quais et abris de la gare.

Halte SNCF, c'est un point d'arrêt non géré (PANG). Elle dispose de deux quais latéraux équipés d'abris. La traversée des voies s'effectue par le passage à niveau situé entre les deux quais au centre de la gare.
Le bâtiment voyageurs abrite un guichet France Services.

### Desserte
La gare de Bourg-Saint-Maurice est desservie par les TER Auvergne-Rhône-Alpes à destination ou en provenance de la vallée de la Tarentaise sur les relations :
- Chambéry - Challes-les-Eaux ↔ Albertville ↔ Moûtiers - Salins - Brides-les-Bains
- Aix-les-Bains-Le Revard ↔ Chambéry - Challes-les-Eaux ↔ Albertville ↔ Moûtiers - Salins - Brides-les-Bains ↔ Bourg-Saint-Maurice
- Lyon-Part-Dieu ↔ Chambéry - Challes-les-Eaux ↔ Albertville ↔ Moûtiers - Salins - Brides-les-Bains ↔ Bourg-Saint-Maurice (uniquement les samedis en saison hivernale)[5],[3].

### Intermodalité
Des consignes individuelles pour les vélos et un parking pour les véhicules y sont aménagés.